# Mosaicisme
Mosaicisme er en tilstand, hvor to eller flere cellepopulationer med forskellige genotyper forekommer i ét individ, der er udviklet fra én zygote. Disse personer siges at være mosaikker og er ikke at forveksle med kimære, hvor der i ét individ forekommer cellepopulationer, der er udviklet fra forskellige zygoter. Der findes to slags mosaicisme:
- Somatisk mosaicisme i den somatiske cellelinje
- Kønscellemosaicisme i kønscellelinjen

Mosaicisme skyldes ofte non-disjunction i mitosen.